# طراوت خاکسار
طراوت خاکسار زادهٔ ۲۰ مهر ۱۳۷۲ کاراته‌کای ایرانی است. او در رقابت‌های کاراتهٔ بازی‌های آسیایی ۲۰۱۸ برندهٔ مدال نقره شد.

## زندگی‌نامه
طراوت خاکسار کاراته را از شش‌سالگی آغاز کرد. او دانش آموختهٔ رشتهٔ تربیت‌بدنی از دانشگاه تهران است. خاکسار در سال ۱۳۸۹ به عضویت تیم ملی کاراتهٔ ایران درآمد.

## افتخارات و عناوین
- بازی‌های همبستگی کشورهای اسلامی ۲۰۱۷[۴]
- لیگ جهانی کاراته وان در فرانسه (۲۰۱۸)[۵]
- بازی‌های آسیایی ۲۰۱۸[۶]
- لیگ جهانی کاراته وان در ترکیه (۲۰۱۹)[۷]
- مسابقات کاراته قهرمانی آسیا ۲۰۱۹[۸]